# آنخل لئون
آنخل لئون (اسپانیایی: Ángel León‎; ۲ اکتبر ۱۹۰۷ – ۱۰ اوت ۱۹۷۹) تیرانداز اهل اسپانیا بود.
وی در مسابقات کشوری و بین‌المللی در مجموع برندهٔ ۱ مدال نقره، ۱ مدال برنز شده‌است.